# Recursolândia
Recursolândia là một đô thị thuộc bang Tocantins, Brasil. Đô thị này có diện tích 2216,65 km², dân số năm 2007 là 3665 người, mật độ 1,65 người/km².